# ناقل لولبي

النقل اللولبي هي آلية تستخدم شفرة حلزونية دوارة، وهو نوع من أنواع المضخات الحلزونية البسيطة، عادة داخل أنبوب، لنقل المواد السائلة أو الحبيبية. يتم استخدامها في العديد من الصناعات المناولة بالجملة. غالباً ما يتم استخدام الناقلات اللولبية في الصناعة الحديثة أفقياً أو عند انحدار طفيف كطريقة فعالة لنقل المواد شبه الصلبة، بما في ذلك فضلات الطعام ورقائق الخشب والحبوب والأعلاف الحيوانية والمواد الصلبة والنفايات... وغيرها. كان النوع الأول من الناقل اللولبي هو لولب أرخميدس، الذي استخدم منذ العصور القديمة لضخ مياه الري.

## النقل اللولبي في الزراعة
تستخدم النواقل اللولبية في الزراعة، لنقل الحبوب من الشاحنات أو عربات الحبوب أو مقطورات الحبوب إلى صناديق تخزين الحبوب، حيث يتم إزالتها لاحقًا بواسطة مزالق الجاذبية في الأسفل.